# Mineração na Roma Antiga

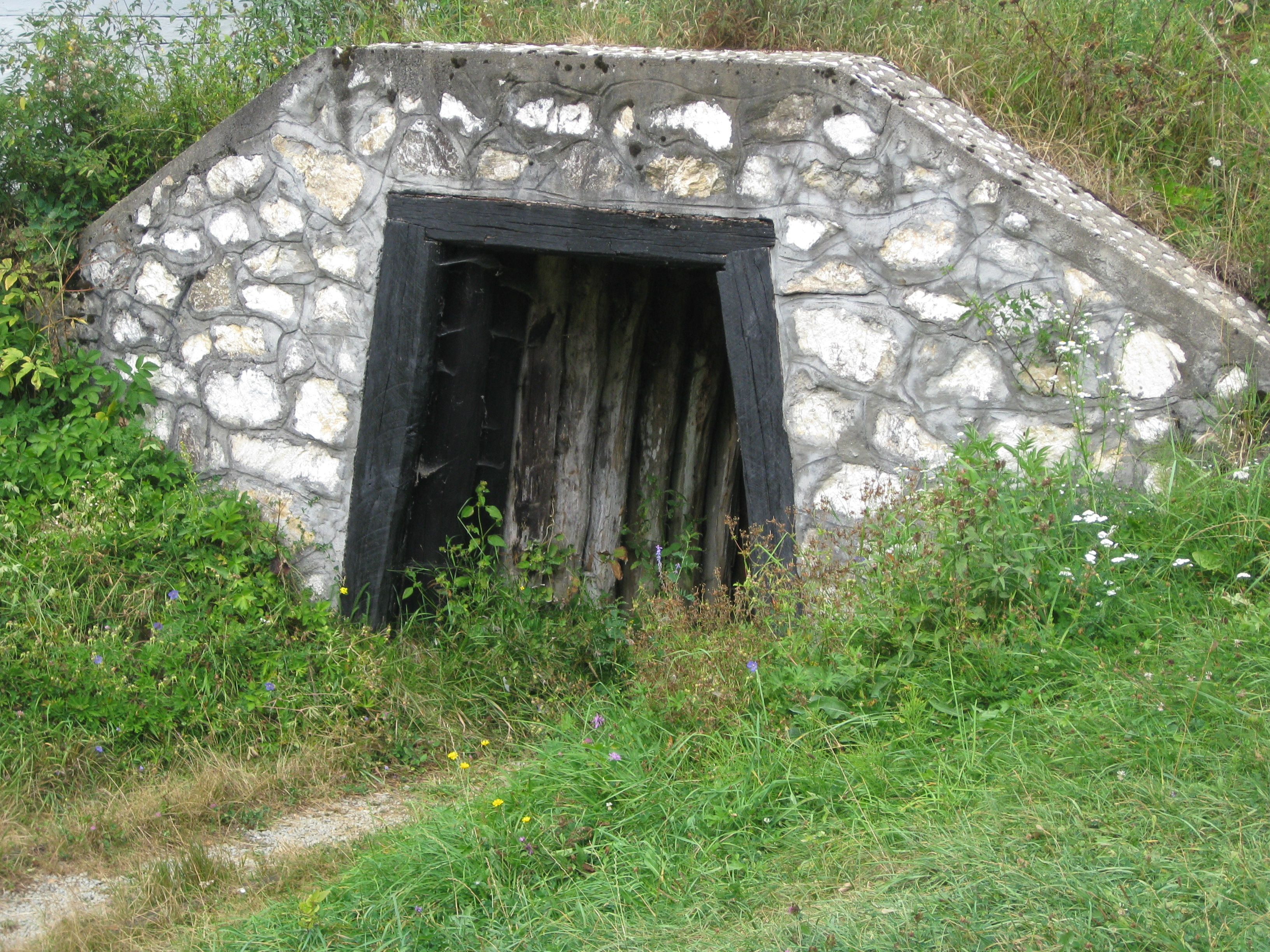
Entrada para uma mina de ouro romana.

A mineração na Roma Antiga utilizava técnicas de mineração hidráulica e de poço em combinação com equipamentos como o parafuso de Arquimedes. Os materiais produzidos eram usados para fabricar canos ou construir edifícios. As pedreiras eram frequentemente construídas por meio de escavações experimentais e eram utilizadas ferramentas como cunhas para quebrar a rocha, que então era transportada por meio de marcos e rampas. As minas normalmente usavam escravos e indivíduos de classe baixa para extrair e processar minério. Normalmente, as suas condições de trabalho eram perigosas e desumanas, resultando em acidentes frequentes e até mesmo ideação suicida. Estas áreas eram divididas em distritos e eram regulamentadas por diversas leis, como a lex metalli vispascensis.

## Tecnologia

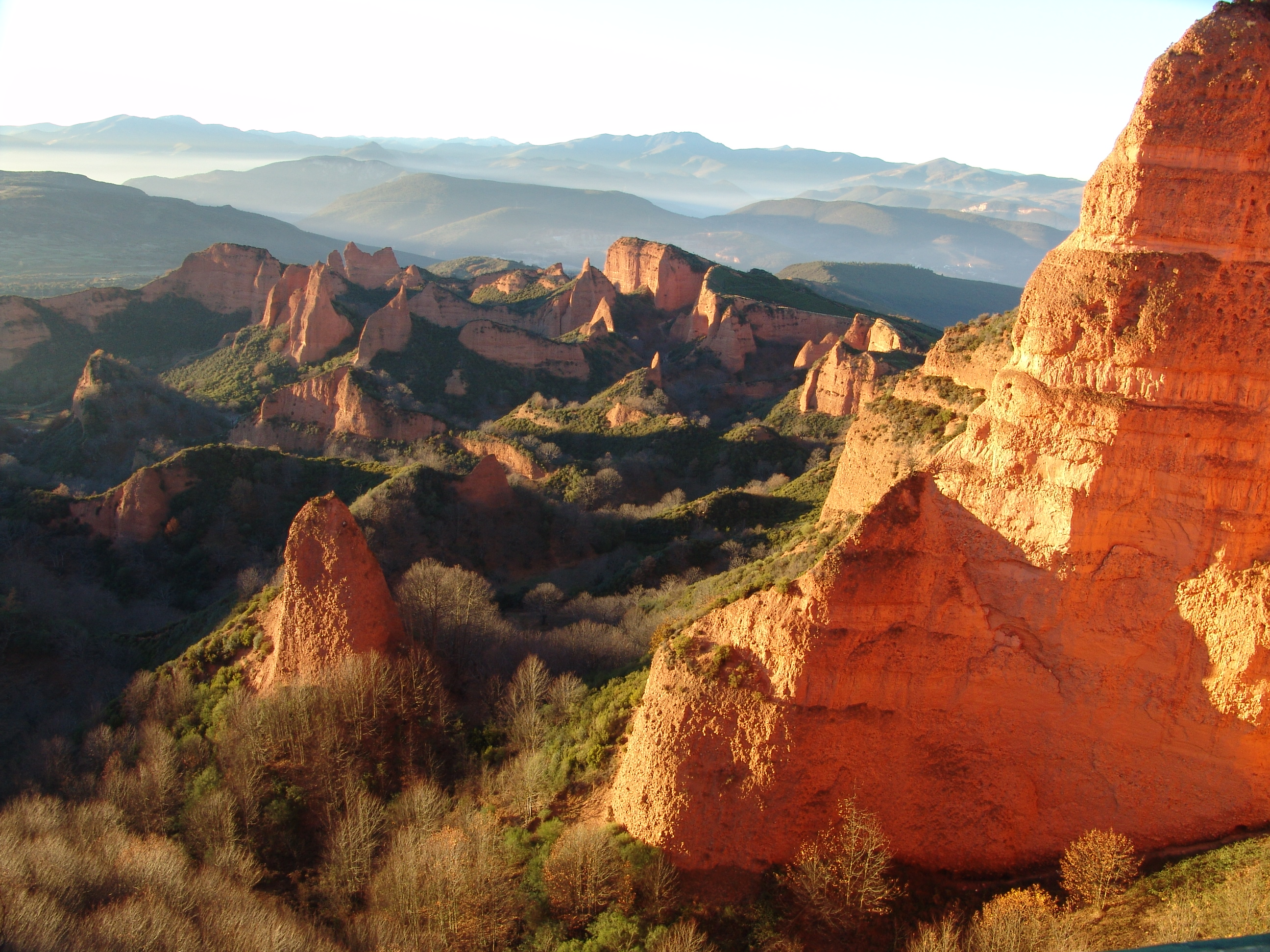
Vista panorâmica de Las Médulas, um local de mineração de ouro na Espanha, onde os romanos usavam técnicas de escoamento.

### Mineração hidráulica
Os romanos usavam uma técnica conhecida como hushing, que é um método de mineração hidráulica que usa água para erodir a rocha. Isto seria feito por meio de furos para canalizar a água para a área, fragmentando-a. A água era fornecida à área através de aquedutos, sendo então armazenada num tanque, que inundaria a área quando aberto. Após este processo, o fogo era usado para aquecer a rocha, que era posteriormente temperada com água, provocando assim a fissuração da rocha através do choque térmico. Os romanos também usavam a drenagem de diques, que é o uso de equipamentos de escavação ou escavação para minerar leitos de riachos.

### Perfuração de poços
A perfuração de poços era a forma mais perigosa e difícil de mineração na Roma antiga. Devido ao seu alto custo, ele era usado apenas para coletar os metais mais valiosos da sociedade romana. Esta técnica envolvia cavar túneis subterrâneos, permitindo que os trabalhadores extraíssem o minério. O acesso a estas minas e túneis era feito por poços que geralmente tinham cerca de 3−6 pés quadrados (2,44 m2) e forrado com madeira. Eles também serviam como ventilação. As minas romanas eram famosas pelos seus sistemas de ventilação precários. Gases venenosos eram frequentemente despejados nas minas e o ar nocivo era comum nas minas de prata.

### Mineração subterrânea

Esquema de uma roda de água romana.

A mineração subterrânea na Roma antiga exigia o uso de túneis e poços. Antes que essas necessidades pudessem ser construídas, era necessário extrair água dessas áreas, o que seria feito por meio de elevação manual ou pelo uso de túneis, como o parafuso de Arquimedes ou a roda de água. As galerias eram utilizadas como entradas para a mina e como fontes de drenagem e ventilação. Stoping era uma técnica que os romanos usavam para extrair todo o minério e deixar um espaço aberto. Depois de o minério ter sido extraído, martelos movidos a água eram usados para esmagá-lo, e o mercúrio era usado para separar o ouro dos materiais circundantes. Em seguida, eram utilizadas cestas para coletar o minério e transportá-lo até uma área onde seria beneficiado.

### Mineração de superfície e mineração a céu aberto
A mineração de superfície era usada pelos antigos romanos quando a rocha incrustada na superfície era visível. Eles usavam a técnica de garimpo em áreas onde um riacho havia erodido a rocha. Plínio escreveu que essa técnica era útil para encontrar a forma mais pura de ouro. Também era útil para encontrar veios de minério que levavam de volta ao solo ou às montanhas e para pequenas operações de mineração. Os romanos também utilizavam a mineração a céu aberto, onde removiam o minério exposto de uma colina. Eles fariam isso usando água para remover o solo e a matéria.

### Ferramentas

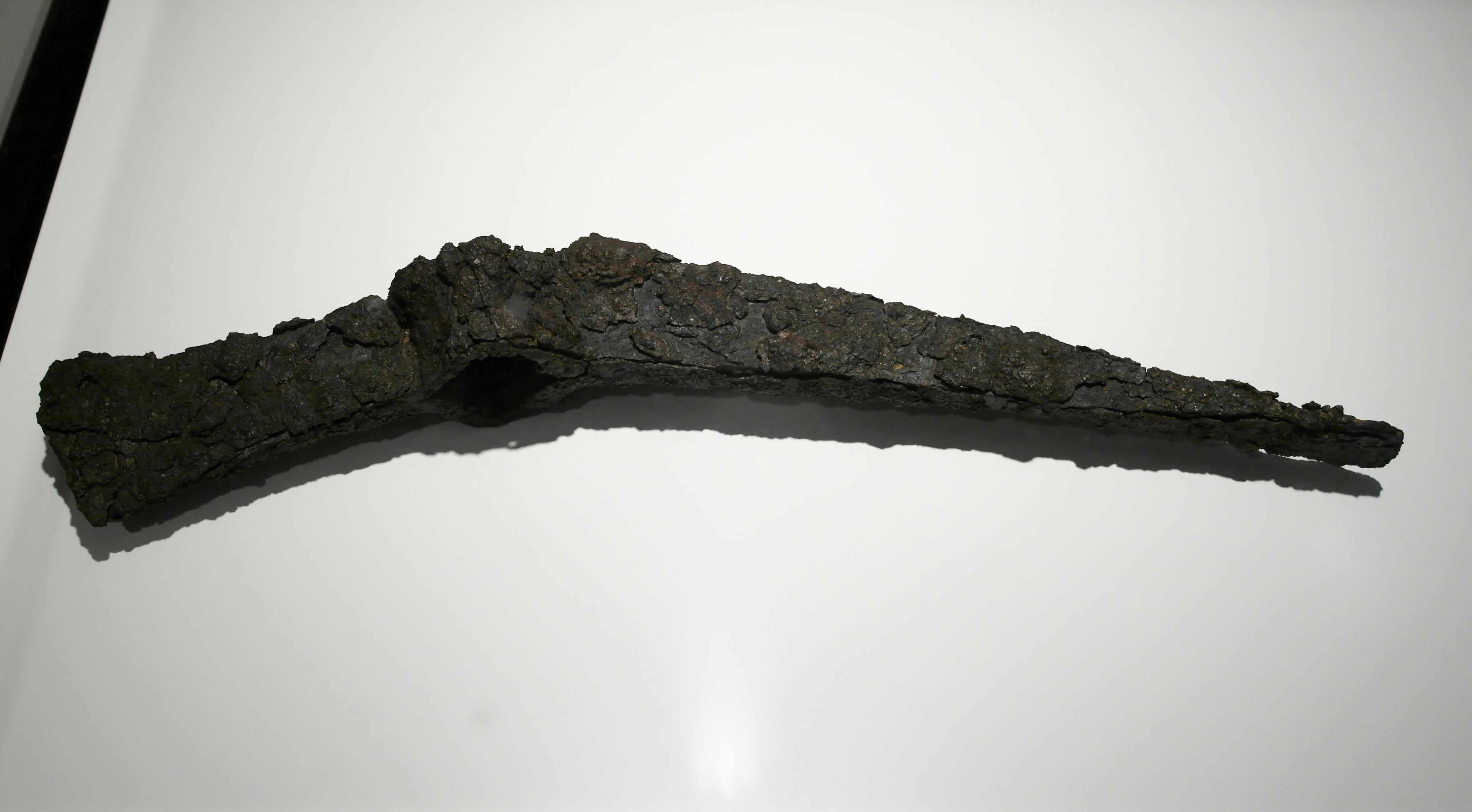
Dolabra romana antiga.

Os antigos mineiros romanos usavam martelos de dois lados, picaretas de lados largos, e picaretas que geralmente eram feitas de ferro. Os trabalhadores infantis nas minas antigas possivelmente carregavam cestos que eram usados para transportar materiais. Outra ferramenta usada pelos mineiros era a dolabra fossoria, que podia ser usada como picareta ou como enxada. Os mineiros também usavam cintos pesados para carregar as suas ferramentas e materiais.

## Materiais e uso

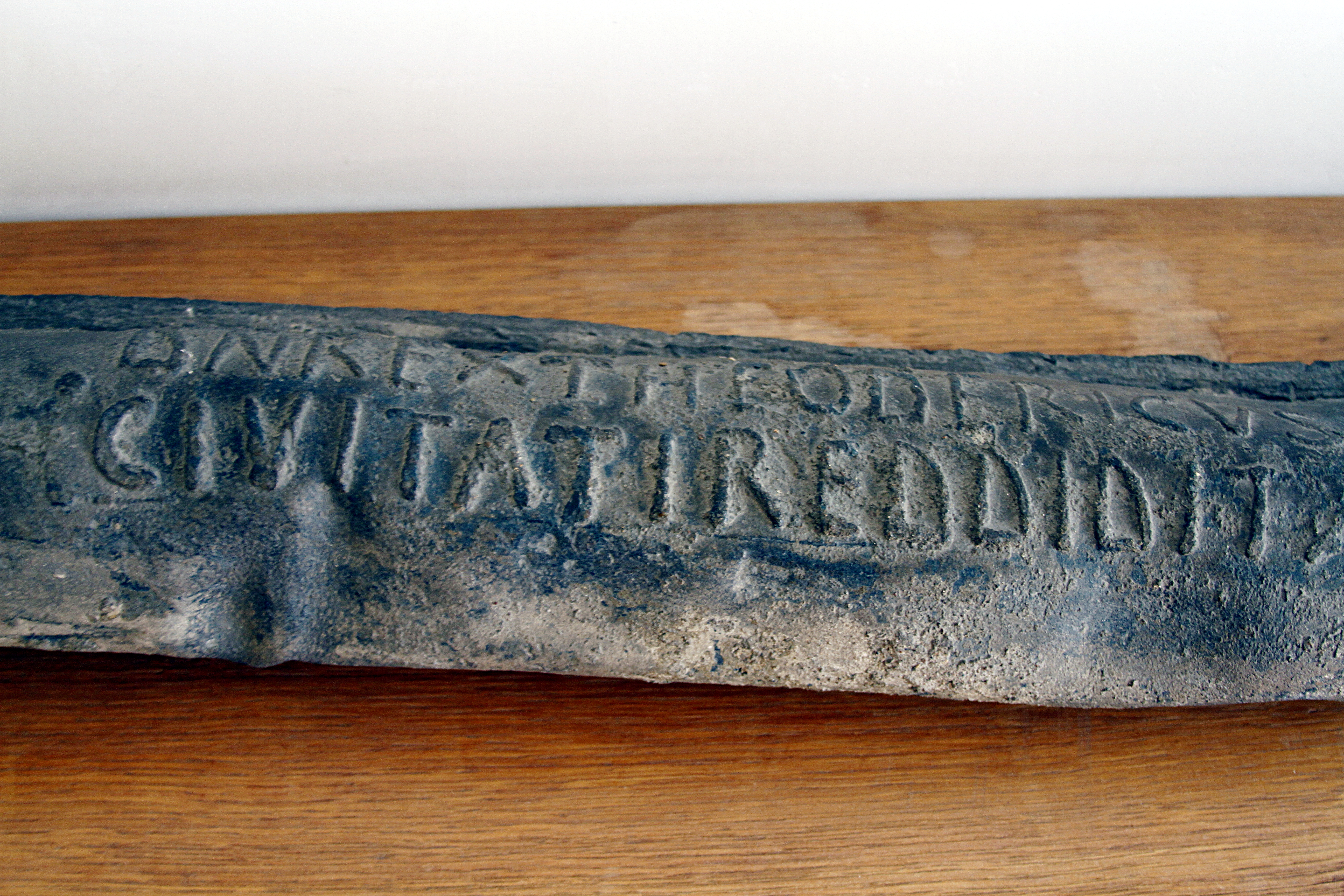
Antigo tubo de chumbo romano armazenado no Museo Nazionale di Ravenna.

### Chumbo
As minas romanas forneciam moeda ao império. A produção de moeda foi correlacionada com um aumento significativo na quantidade de chumbo. Durante períodos de estabilidade e alta produção de moedas, houve uma grande quantidade de produção de chumbo. No entanto, durante períodos de crise, como a queda da República Romana, houve uma diminuição na taxa de produção de moedas e, portanto, uma redução na taxa de produção de chumbo. O chumbo também era usado para fazer cachimbos de água e bulae. As altas quantidades de chumbo na Roma antiga levaram simultaneamente a altas quantidades de envenenamento por chumbo.

### Metais e pedras
Os metais eram usados como remédio para doenças como sarcomas, erupções cutâneas e lepra. Eles também podiam ser usados como desodorizante. O alúmen era uma substância líquida usada para fixar corantes em tecidos, tornando-se uma das ferramentas mais populares e eficazes para pintura. Os cirurgiões romanos também aplicavam alúmen em feridas para curá-las. Este método funcionou porque secava as feridas e unia os tecidos, permitindo que cicatrizassem mais facilmente. O alumínio também foi misturado com água para criar cimento. A maior parte da pedra era produzida localmente, pois o seu transporte era normalmente dispendioso. Segundo o escritor Vitrúvio, as pedreiras romanas produziam muitas variedades de pedra, incluindo tufa vermelha e preta, bem como pedra branca ou macia. O material produzido nas pedreiras era utilizado na construção civil.

## Tipos

### Pedreiras

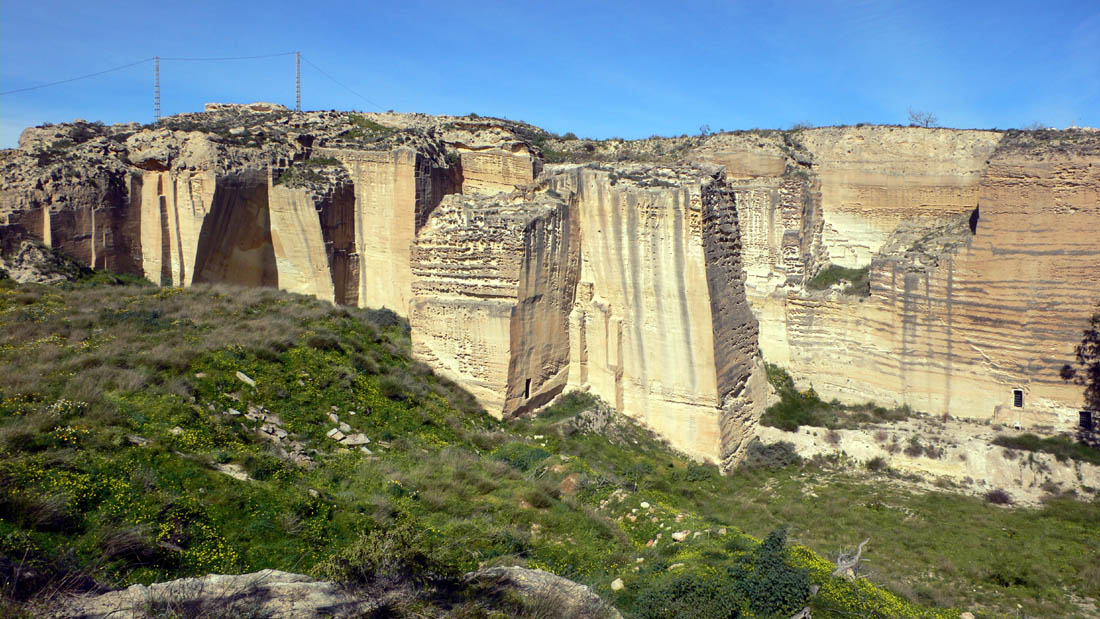
Uma antiga pedreira romana perto da cidade de Carthago Nova.

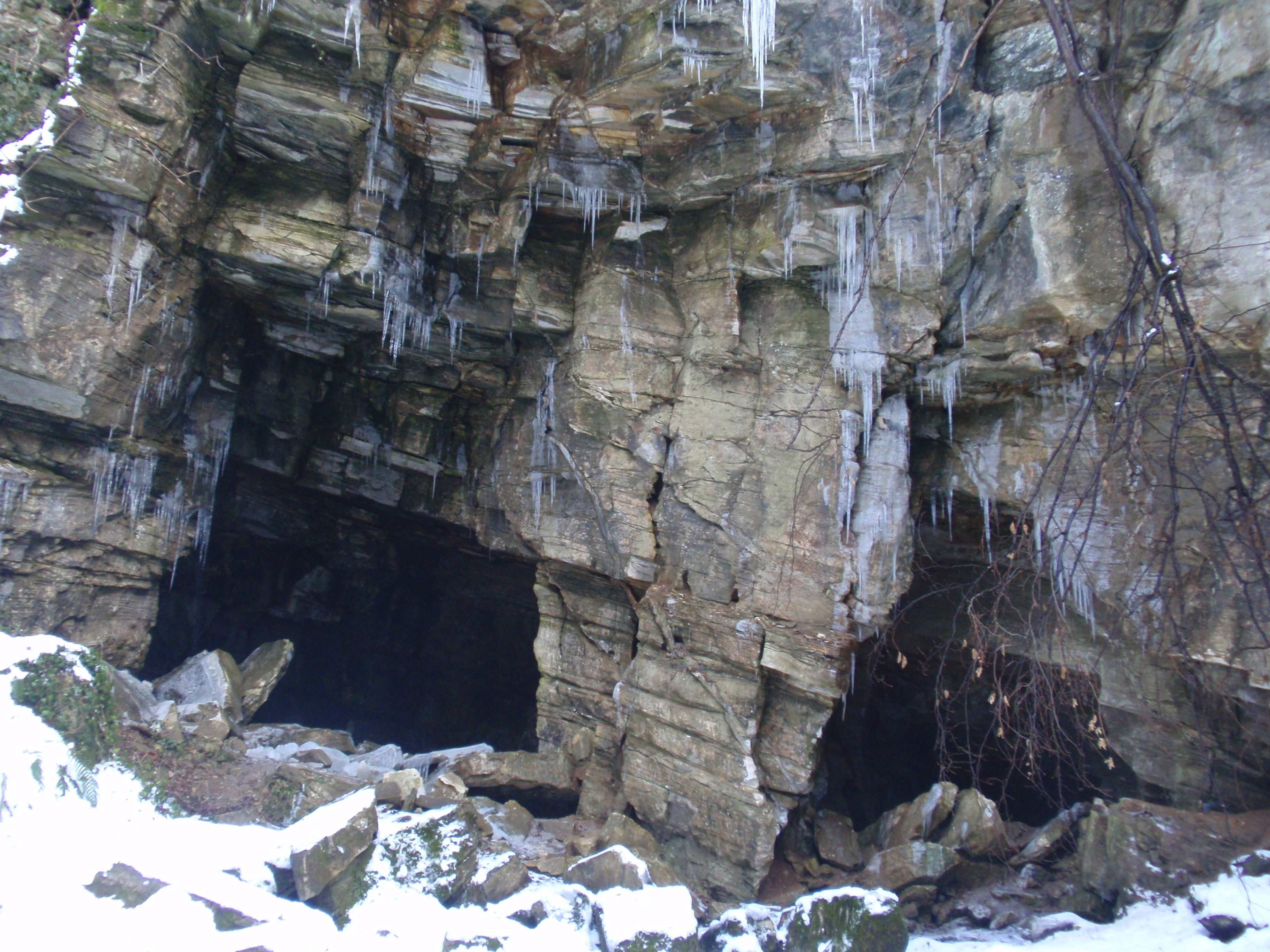
Mina a céu aberto da Roma Antiga na Eslovénia.

Os romanos geralmente construíam pedreiras perto dos mares ou rios. Ao encontrar um local adequado para uma pedreira, a rocha era removida, geralmente por meio de trincheiras experimentais. Depois, uma linha de furos era esculpida na superfície da rocha, e cunhas eram inseridas nesses furos, que eram então usadas para separar a rocha. Os trabalhadores começariam a moldar a área com blocos de pedra. As antigas pedreiras romanas usavam montes de pedras para fornecer o material necessário para as rampas de acesso, que eram usadas para aceder à pedreira e transportar o material extraído. Guindastes também podem ter sido usados para arrastar material para fora das pedreiras. Camelos, burros, carroças ou navios podem ter sido usados como animais de trabalho para auxiliar os esforços dos mineiros. Os trabalhadores podem ter dormido, relaxado e possivelmente vivido em cabanas que foram colocadas perto das pedreiras. Uma pedreira tem uma vila com 16 cabanas, 15 das quais estão organizadas em círculo. Outra pedreira usava um edifício em formato de L com muitas salas e 5 secções com várias divisões. Este edifício provavelmente serviu como área de jantar e área social para os trabalhadores e administradores da pedreira. Algumas pedreiras tinham torres de vigia, que provavelmente eram usadas para comunicação de longa distância ou para vigiar o trabalho dos prisioneiros. Fortes, templos, banhos e cemitérios estavam presentes na pedreira de Wadi Abu Ma'amel . Nesta pedreira, as vias de acesso terminavam num pedestal plano e lascas de pórfiro preto cobriam a rampa de carga.

### Minas
As minas da Roma antiga coletavam metal não processado e depois fundiam-no. O metal era um dos materiais mais importantes. Era usado para artesanato, construção, armas, ferramentas e moeda. Apenas indivíduos de baixo estatuto ou escravos trabalhavam nas antigas minas romanas devido aos elevados níveis de perigo envolvidos no seu trabalho. Os romanos tinham uma punição chamada damnatio ad metalla, que condenava escravos e criminosos a trabalhar nas minas. As suas condições eram perigosas e miseráveis, geralmente resultando em morte. Muitos escravos mineiros desejavam morrer devido às condições horríveis dessas minas. As crianças escravas eram comuns nas minas, pois eram consideradas úteis para rastejar em espaços estreitos.

## Administração
Durante o Império Romano, minas e pedreiras eram organizadas em distritos. Eles eram governados pela lex metallis dicta, uma lei que ditava as regras e regulamentos das minas e as punições por violá-los. Os escravos que roubavam minério eram açoitados e proibidos de continuar a trabalhar nas minas, os libertos tinham as suas propriedades confiscadas e perdiam o privilégio de trabalhar nas minas. Em caso de sabotagem, ambos os grupos seriam banidos das minas. A lex metalli vispascensis, outra lei que regia as minas, permitia a cobrança de taxas e dava a certos grupos a capacidade de monopolizar a sua indústria. Podem ter sido colocadas portagens em redor dos locais de mineração para marcar as suas fronteiras, cobrar multas e gerir o tráfego e o comércio na mina.